# هیل پوینت (ویسکانسین)
هیل پوینت (به انگلیسی: Hill Point) یک منطقهٔ مسکونی در ایالات متحده آمریکا است که در شهرستان ساوک، ویسکانسین واقع شده‌است. هیل پوینت  ۳۰۲٫۰۶ متر بالاتر از سطح دریا واقع شده‌است.